# Nati nel 1976/Maggio
| Questa pagina contiene informazioni ricavate automaticamente dalle voci biografiche con l'ausilio del template Bio e di un bot. L'aggiornamento è periodico e automatico e ricostruisce completamente la pagina. Se manca una persona in questa lista, sei pregato di non aggiungerla, ma accertati piuttosto che la sua voce biografica contenga il template Bio e che i dati anagrafici siano correttamente compilati. Se il template Bio manca, inseriscilo tu stesso o, in alternativa, metti l'avviso {{tmp\|Bio}} che ne segnala la mancanza. Se i dati riportati sono sbagliati, correggi direttamente la voce biografica; le modifiche saranno visibili in questa lista entro pochi giorni. Per chiarimenti vedi il progetto biografie. La lista contiene solo le 364 persone che sono citate nell'enciclopedia e per le quali è stato implementato correttamente il template Bio. Pagina aggiornata al 10 ago 2025. |

- 1º maggio - Elena Amirova, ex schermitrice azera
- 1º maggio - Michele Frangilli, arciere italiano
- 1º maggio - Dušan Kerkez, allenatore di calcio e ex calciatore bosniaco
- 1º maggio - Laura Lindstedt, scrittrice finlandese
- 1º maggio - Darius McCrary, attore statunitense
- 1º maggio - Anna Olsson, ex fondista svedese
- 1º maggio - Arianna Perilli, tiratrice a volo italiana
- 1º maggio - Violante Placido, attrice e cantante italiana
- 1º maggio - Patricia Stokkers, ex nuotatrice olandese
- 2 maggio - Zoltán Bereczki, attore e cantante ungherese
- 2 maggio - Valentina Chico, attrice italiana
- 2 maggio - Ine Marie Eriksen Søreide, politica norvegese
- 2 maggio - Amado Guevara, ex calciatore honduregno
- 2 maggio - Yu Yu, cantante francese
- 2 maggio - Jeff Gutt, cantante e compositore statunitense
- 2 maggio - Darío Husaín, ex calciatore argentino
- 2 maggio - Guzel Khubbieva, velocista uzbeka
- 2 maggio - Léster Morgan, calciatore costaricano († 2002)
- 2 maggio - Davide Morini, artista marziale misto, lottatore e kickboxer italiano
- 2 maggio - Anneli Ott, politica estone
- 2 maggio - Johanna Pakonen, cantante finlandese
- 2 maggio - Blanca Romero, attrice spagnola
- 2 maggio - Jeremy Veal, ex cestista statunitense
- 2 maggio - Mitsunori Yabuta, ex calciatore giapponese
- 3 maggio - Marianna Aprile, giornalista e opinionista italiana
- 3 maggio - Zoë Badwi, cantante, modella e attrice australiana
- 3 maggio - Mattia Crucioli, politico italiano
- 3 maggio - Alexander Gerst, astronauta tedesco
- 3 maggio - Vanda Hădărean, preparatrice atletica, culturista e ex ginnasta rumena
- 3 maggio - Jeff Halpern, ex hockeista su ghiaccio statunitense
- 3 maggio - Eduard Heger, politico slovacco
- 3 maggio - Noriyo Hiroi, ex sciatrice alpina giapponese
- 3 maggio - Michael Maniaci, cantante statunitense
- 3 maggio - Chasity Melvin, ex cestista e allenatrice di pallacanestro statunitense
- 3 maggio - Lucas Ostiglia, ex rugbista a 15 argentino
- 3 maggio - Roberto Severo, ex calciatore portoghese
- 3 maggio - Constant Tamboucha, ex calciatore gabonese
- 3 maggio - Tony Wied, politico statunitense
- 3 maggio - Mark Willis, pilota motociclistico australiano
- 4 maggio - Luis Amado, ex giocatore di calcio a 5 spagnolo
- 4 maggio - Anza, cantante e attrice giapponese
- 4 maggio - Michael Aronov, attore e drammaturgo uzbeko
- 4 maggio - Claudia Coli, attrice italiana
- 4 maggio - Daniel Gormally, scacchista britannico
- 4 maggio - Rory Hamill, ex calciatore nordirlandese
- 4 maggio - Yasuhiro Hato, ex calciatore giapponese
- 4 maggio - Simon Jentzsch, ex calciatore tedesco
- 4 maggio - Heather Kozar, modella statunitense
- 4 maggio - André Santos Siqueira, ex giocatore di calcio a 5 brasiliano
- 4 maggio - Felicity Urquhart, cantautrice, conduttrice televisiva e conduttrice radiofonica australiana
- 5 maggio - Hi-Tek, rapper, disc jockey e produttore discografico statunitense
- 5 maggio - Déborah Heissler, poetessa e saggista francese
- 5 maggio - Jose Llana, attore filippino
- 5 maggio - Anastasios Pantos, ex calciatore greco
- 5 maggio - Markus Ringberg, allenatore di calcio e calciatore svedese
- 5 maggio - Juan Pablo Sorín, dirigente sportivo e ex calciatore argentino
- 5 maggio - Sage Stallone, attore statunitense († 2012)
- 5 maggio - Bradly Tomberlin, supermodello e fotografo statunitense
- 5 maggio - Duke Udi, ex calciatore nigeriano
- 5 maggio - Jeremy Michael Ward, musicista statunitense († 2003)
- 5 maggio - Jerod Ward, ex cestista statunitense
- 6 maggio - Itamar Ben-Gvir, politico israeliano
- 6 maggio - Iván de la Peña, allenatore di calcio e ex calciatore spagnolo
- 6 maggio - Denny Landzaat, ex calciatore olandese
- 6 maggio - Heather Owen, ex cestista statunitense
- 6 maggio - Yoshimitsu Shimoyama, doppiatore giapponese
- 6 maggio - Viola Simoncioni, attrice e cantante italiana
- 6 maggio - Dino Tommasi, ex arbitro di calcio italiano
- 7 maggio - Dave van den Bergh, ex calciatore olandese
- 7 maggio - Thomas Biagi, pilota automobilistico italiano
- 7 maggio - Calvin Booth, ex cestista e dirigente sportivo statunitense
- 7 maggio - Frédéric Boulière, schermidore francese
- 7 maggio - Simon Dwight, ex cestista australiano
- 7 maggio - Zoé Félix, attrice francese
- 7 maggio - Matteo Gianello, ex calciatore italiano
- 7 maggio - Cariola Hechavarría, ex cestista cubana
- 7 maggio - Carrie Henn, attrice statunitense
- 7 maggio - Anders Juliussen, ex calciatore norvegese
- 7 maggio - Murat Kurum, politico e ingegnere turco
- 7 maggio - Andrea Lo Cicero, rugbista a 15 e conduttore televisivo italiano
- 7 maggio - Daniel Njenga, ex siepista e maratoneta keniota
- 7 maggio - Giampiero Pastore, ex schermidore italiano
- 7 maggio - Steven Reinprecht, ex hockeista su ghiaccio canadese
- 7 maggio - Ayelet Shaked, politica israeliana
- 7 maggio - Matt Squire, produttore discografico e musicista statunitense
- 7 maggio - Tang Lin, ex judoka cinese
- 7 maggio - Sophie Thalmann, modella francese
- 7 maggio - Chrysoula Zacharopoulou, ginecologa e politica greca
- 8 maggio - Francisco Chacón, arbitro di calcio messicano
- 8 maggio - Zygmunt Miłoszewski, scrittore e giornalista polacco
- 8 maggio - Edouard Ndeki, calciatore camerunese († 2009)
- 8 maggio - Ciarán Power, ex ciclista su strada irlandese
- 8 maggio - Vitalij Proškin, ex hockeista su ghiaccio russo
- 8 maggio - Vladimer St'epania, ex cestista georgiano
- 8 maggio - Martha Wainwright, cantautrice statunitense
- 8 maggio - Edward Dixon, ex calciatore liberiano
- 8 maggio - Makoto Yukimura, fumettista giapponese
- 8 maggio - Giuseppe Zeno, attore italiano
- 9 maggio - Aida Begić, regista e sceneggiatrice bosniaca
- 9 maggio - Angelo Costanzo, ex calciatore australiano
- 9 maggio - Camillo D'Alessandro, politico italiano
- 9 maggio - Nazan Eckes, personaggio televisivo e conduttrice televisiva tedesca
- 9 maggio - Ásthildur Helgadóttir, ex calciatrice islandese
- 9 maggio - Gustav Hofer, regista, sceneggiatore e giornalista italiano
- 9 maggio - Nenad Jestrović, ex calciatore serbo
- 9 maggio - Manuela Leggeri, ex pallavolista italiana
- 9 maggio - Aurelia Trywiańska, ex ostacolista polacca
- 10 maggio - Gabriele Aldegani, allenatore di calcio e ex calciatore italiano
- 10 maggio - Romain Barnier, ex nuotatore francese
- 10 maggio - Andreas Brännström, allenatore di calcio e ex calciatore svedese
- 10 maggio - Luigi D'Eramo, politico italiano
- 10 maggio - Claudio Flores, ex calciatore uruguaiano
- 10 maggio - Pablo Fernando Hernández, ex calciatore uruguaiano
- 10 maggio - Steve Howard, ex calciatore inglese
- 10 maggio - Joshua J. Johnson, ex velocista statunitense
- 10 maggio - Ko Lai Chak, ex tennistavolista hongkonghese
- 10 maggio - Sven Montgomery, ex ciclista su strada e dirigente sportivo svizzero
- 10 maggio - Rania Prassa, ex cestista greca
- 10 maggio - Nykesha Sales, ex cestista statunitense
- 10 maggio - Nakia Sanford, ex cestista statunitense
- 10 maggio - Jan Vacek, ex tennista ceco
- 11 maggio - Antonio García Murillo, ex cestista panamense
- 11 maggio - Kardinal Offishall, rapper canadese
- 11 maggio - Annelise Hesme, attrice francese
- 11 maggio - Branislav Labant, ex calciatore slovacco
- 11 maggio - Melvin Manhoef, artista marziale misto e kickboxer surinamese
- 11 maggio - Andy On, attore, artista marziale e cantante cinese
- 11 maggio - Alexander Perls, musicista e produttore discografico statunitense
- 11 maggio - Lloyd Pierce, allenatore di pallacanestro e ex cestista statunitense
- 11 maggio - Bobby Roode, ex wrestler canadese
- 11 maggio - Sahlene, cantante svedese
- 11 maggio - Mikio Tachibana, fumettista giapponese
- 12 maggio - Cristian Díaz, ex calciatore argentino
- 12 maggio - Silvia Ferrara, filologa classica italiana
- 12 maggio - Sara Funaro, politica italiana
- 12 maggio - Bruno Lage, allenatore di calcio e ex calciatore portoghese
- 12 maggio - Erwin Lemmens, ex calciatore belga
- 12 maggio - Teodoro Lonfernini, politico e notaio sammarinese
- 12 maggio - Ivo Macharácek, regista ceco
- 12 maggio - Mitja Mahorič, ex ciclista su strada sloveno
- 12 maggio - Mastafive, disc jockey, beatmaker e rapper italiano
- 13 maggio - Epotele Bazamba, ex calciatore della Repubblica Democratica del Congo
- 13 maggio - Zahira Berrezouga, attrice italiana
- 13 maggio - Mark Delaney, ex calciatore e allenatore di calcio gallese
- 13 maggio - Andrés Garrone, allenatore di calcio e ex calciatore argentino
- 13 maggio - Gary Glasgow, ex calciatore trinidadiano
- 13 maggio - Buila Katiavala, ex cestista della Repubblica Democratica del Congo
- 13 maggio - Christian Kjellvander, cantante svedese
- 13 maggio - Trajan Langdon, ex cestista e dirigente sportivo statunitense
- 13 maggio - Lee Eun-yeong, ex cestista sudcoreana
- 13 maggio - Kojo Mensah-Bonsu, ex cestista britannico
- 13 maggio - Lars Nedland, cantante, batterista e tastierista norvegese
- 13 maggio - Paola Pessot, attrice e conduttrice televisiva italiana
- 13 maggio - Alessia Pieretti, pentatleta e politica italiana
- 13 maggio - Marcelo Pletsch, ex calciatore brasiliano
- 13 maggio - Ana Popović, chitarrista e cantante serba
- 13 maggio - Grzegorz Szamotulski, ex calciatore polacco
- 13 maggio - Luca Trevisan, storico dell'arte italiano
- 14 maggio - Julien Abraham, regista e sceneggiatore francese
- 14 maggio - Hunter Burgan, bassista statunitense
- 14 maggio - Kim Seong-cheol, ex cestista sudcoreano
- 14 maggio - Natalija Ljapina, ex pallamanista ucraina
- 14 maggio - Dīmītrīs Marmarinos, ex cestista greco
- 14 maggio - Martine McCutcheon, attrice e cantante britannica
- 14 maggio - Gianluca Piredda, giornalista, scrittore e sceneggiatore italiano
- 14 maggio - Attila Tököli, ex calciatore ungherese
- 14 maggio - Rodrigo Viligrón, ex calciatore cileno
- 14 maggio - Vaggelīs Ziagkos, allenatore di pallacanestro greco
- 15 maggio - Søren Berg, ex calciatore danese
- 15 maggio - Roberto Wagner Bezerra do Carmo, ex giocatore di calcio a 5 brasiliano
- 15 maggio - Adam Beyer, disc jockey e produttore discografico svedese
- 15 maggio - Torraye Braggs, ex cestista statunitense
- 15 maggio - Milton Campbell, ex velocista statunitense
- 15 maggio - Valeria Casprini, ex nuotatrice e triatleta italiana
- 15 maggio - Gaute Helstrup, allenatore di calcio e ex calciatore norvegese
- 15 maggio - Mark Kennedy, allenatore di calcio e ex calciatore irlandese
- 15 maggio - Jacek Krzynówek, ex calciatore polacco
- 15 maggio - Ryan Leaf, ex giocatore di football americano statunitense
- 15 maggio - Anže Logar, politico sloveno
- 15 maggio - Roberta Minet, karateka italiana
- 15 maggio - Filip Ospalý, triatleta ceco
- 15 maggio - Ladislav Rygl, ex combinatista nordico ceco
- 16 maggio - Alessandro Farina, ex pallavolista italiano
- 16 maggio - LaMarr Greer, ex cestista statunitense
- 16 maggio - Alex Jensen, ex cestista e allenatore di pallacanestro statunitense
- 16 maggio - Václav Jílek, allenatore di calcio ceco
- 16 maggio - Lourdes Peláez, ex cestista spagnola
- 16 maggio - Zoran Roglić, ex calciatore croato
- 16 maggio - Yeyen Tumena, ex calciatore indonesiano
- 16 maggio - DJ Umek, disc jockey e produttore discografico sloveno
- 16 maggio - Ana Paula Valadão, cantautrice brasiliana
- 16 maggio - Redjuice, illustratore, character designer e musicista giapponese
- 17 maggio - Rochelle Aytes, attrice statunitense
- 17 maggio - Kamil Brabenec, allenatore di hockey su ghiaccio e ex hockeista su ghiaccio ceco
- 17 maggio - Kandi Burruss, cantautrice statunitense
- 17 maggio - Guillem Cabestany, ex hockeista su pista e allenatore di hockey su pista spagnolo
- 17 maggio - Andrea Fabiano, dirigente d'azienda italiano
- 17 maggio - Mariano Juan, ex calciatore argentino
- 17 maggio - Daniel Komen, ex mezzofondista keniota
- 17 maggio - Mayte Martínez, mezzofondista spagnola
- 17 maggio - Arsen Melikyan, ex sollevatore armeno
- 17 maggio - Magdalena Sędziak, pentatleta polacca
- 17 maggio - Stanko Svitlica, ex calciatore serbo
- 17 maggio - Kirsten Vlieghuis, ex nuotatrice olandese
- 17 maggio - Leehom Wang, attore, cantautore e produttore discografico statunitense
- 17 maggio - Yasmin Warsame, modella somala
- 18 maggio - Abir Al-Sahlani, politica irachena
- 18 maggio - Ruslan Lysenko, ex biatleta ucraino
- 18 maggio - Anang Ma'ruf, ex calciatore indonesiano
- 18 maggio - Ron Mercer, ex cestista statunitense
- 18 maggio - Anna Ottosson, ex sciatrice alpina svedese
- 18 maggio - Oleg Tverdovskij, ex hockeista su ghiaccio russo
- 19 maggio - Alfred, fumettista francese
- 19 maggio - Ed Cota, ex cestista statunitense
- 19 maggio - Kevin Garnett, ex cestista statunitense
- 19 maggio - Chad Gibson, ex calciatore australiano
- 19 maggio - Todor Jančev, ex calciatore bulgaro
- 19 maggio - Sergej Kruševskij, ex ciclista su strada uzbeko
- 19 maggio - Carlo Mercati, canoista italiano
- 19 maggio - James Scudamore, scrittore britannico
- 19 maggio - Brian Skinner, ex cestista statunitense
- 19 maggio - Åsa Westlund, politica svedese
- 20 maggio - Luca Barbieri, scrittore, fumettista e sceneggiatore italiano
- 20 maggio - Louis Bullock, ex cestista statunitense
- 20 maggio - Sally Farmer, ex cestista neozelandese
- 20 maggio - Tony Foresta, cantante statunitense
- 20 maggio - Naoko Imoto, ex nuotatrice giapponese
- 20 maggio - Kiara Mia, attrice pornografica statunitense
- 20 maggio - Fabio Rustico, ex calciatore e politico italiano
- 20 maggio - Virpi Kuitunen, ex fondista finlandese
- 21 maggio - Stuart Bingham, giocatore di snooker inglese
- 21 maggio - Abderrahim Goumri, mezzofondista e maratoneta marocchino († 2013)
- 21 maggio - Andrius Jurkūnas, ex cestista e allenatore di pallacanestro lituano
- 21 maggio - Deron Miller, cantante e chitarrista statunitense
- 21 maggio - Predrag Savović, ex cestista serbo
- 21 maggio - Maria Taylor, cantautrice e polistrumentista statunitense
- 21 maggio - Christopher Tin, compositore statunitense
- 21 maggio - Lisandro Villagra, ex rugbista a 15 e allenatore di rugby a 15 argentino
- 21 maggio - Edward Watson, ex ballerino britannico
- 22 maggio - Fernando Andina, attore spagnolo
- 22 maggio - Carlos Aurellio, ex calciatore argentino
- 22 maggio - Daniel Erlandsson, batterista svedese
- 22 maggio - Lee Hughes, ex calciatore inglese
- 22 maggio - Daniel Mesotitsch, biatleta e fondista austriaco
- 22 maggio - Betty Owczarek, cantante e personaggio televisivo belga
- 22 maggio - Peter van Rij, ex cestista olandese
- 22 maggio - Valeriu Turcan, giornalista rumeno
- 22 maggio - Ludovic Valbon, ex rugbista a 15 e dirigente d'azienda francese
- 22 maggio - Christian Vande Velde, ex ciclista su strada statunitense
- 22 maggio - Marco Veronese, allenatore di calcio e ex calciatore italiano
- 23 maggio - Noriko Anno, ex judoka giapponese
- 23 maggio - Germán Arangio, allenatore di calcio e ex calciatore argentino
- 23 maggio - Gaspare Caffiero, pilota motociclistico italiano
- 23 maggio - Agnieszka Chylińska, cantante polacca
- 23 maggio - Dragan Cigan, operaio bosniaco († 2007)
- 23 maggio - Dalia Colli, truccatrice italiana
- 23 maggio - Jay Feely, ex giocatore di football americano statunitense
- 23 maggio - Stephen Glass, allenatore di calcio e ex calciatore scozzese
- 23 maggio - Gaetano Lo Nero, ex calciatore italiano
- 23 maggio - Yuki Midorikawa, fumettista giapponese
- 23 maggio - Kelly Monaco, attrice e modella statunitense
- 23 maggio - Robert P. Murphy, economista statunitense
- 23 maggio - Ricardo Luís Pozzi Rodrigues, allenatore di calcio e ex calciatore brasiliano
- 23 maggio - Giovanni Scifoni, attore, drammaturgo e personaggio televisivo italiano
- 23 maggio - Andy Selva, allenatore di calcio e ex calciatore sammarinese
- 23 maggio - Sinha, ex calciatore brasiliano
- 23 maggio - Herberts Vasiļjevs, ex hockeista su ghiaccio lettone
- 24 maggio - Alfonso Bendi, ex pallavolista italiano
- 24 maggio - Alessandro Cortini, polistrumentista, compositore e produttore discografico italiano
- 24 maggio - Nigel Henry, ex calciatore trinidadiano
- 24 maggio - George Kobaladze, sollevatore canadese
- 24 maggio - Synnøve Macody Lund, attrice norvegese
- 24 maggio - Adrian Mihalcea, ex calciatore romeno
- 24 maggio - Johannes Roberts, regista, sceneggiatore e produttore cinematografico inglese
- 24 maggio - Silje Vige, cantante norvegese
- 24 maggio - Gema Zamprogna, attrice canadese
- 25 maggio - Paul Dempsey, cantante australiano
- 25 maggio - Tarik Glenn, ex giocatore di football americano statunitense
- 25 maggio - Erinn Hayes, attrice statunitense
- 25 maggio - Stefan Holm, ex altista svedese
- 25 maggio - Gennadij Ionov, ex giocatore di calcio a 5 russo
- 25 maggio - Cillian Murphy, attore e produttore cinematografico irlandese
- 25 maggio - Nadine Heredia, politica peruviana
- 25 maggio - Sandra Nasić, cantante tedesca
- 25 maggio - John Wayne Parr, kickboxer, pugile e thaiboxer australiano
- 25 maggio - Vincent Piazza, attore statunitense
- 25 maggio - Erki Pütsep, ex ciclista su strada estone
- 25 maggio - Francesco Sechi, attore e doppiatore italiano
- 25 maggio - Ethan Suplee, attore statunitense
- 25 maggio - Eni Vasili, giornalista, conduttrice televisiva e scrittrice albanese
- 25 maggio - Miguel Zepeda, ex calciatore messicano
- 26 maggio - Verónica Alcocer, attivista e filantropa colombiana
- 26 maggio - Kenny Florian, artista marziale misto statunitense
- 26 maggio - Daniela Graglia, ex velocista italiana
- 26 maggio - Monique Hennagan, ex velocista statunitense
- 26 maggio - Scott Humphries, ex tennista statunitense
- 26 maggio - Fabio Santus, ex fondista italiano
- 26 maggio - Vincenzo Sarno, produttore cinematografico e produttore televisivo italiano
- 27 maggio - Wisi Betschart, ex sciatore alpino statunitense
- 27 maggio - Anita Blond, ex attrice pornografica ungherese
- 27 maggio - Alikhan Cakaev, poliziotto russo
- 27 maggio - Donato Fezzuoglio, militare italiano († 2006)
- 27 maggio - Marcel Fässler, pilota automobilistico svizzero
- 27 maggio - Kandace Krueger, modella statunitense
- 27 maggio - Amos Tirop Matui, ex maratoneta keniota
- 27 maggio - Nataša Osmokrović, ex pallavolista croata
- 27 maggio - Richard Park, allenatore di hockey su ghiaccio e ex hockeista su ghiaccio sudcoreano
- 27 maggio - Magnus Pehrsson, allenatore di calcio e ex calciatore svedese
- 27 maggio - RJD2, produttore discografico, beatmaker e musicista statunitense
- 27 maggio - Darrell Russell, giocatore di football americano statunitense († 2005)
- 27 maggio - Jiří Štajner, allenatore di calcio e ex calciatore ceco
- 27 maggio - Xədicə İsmayılova, giornalista azera
- 28 maggio - Elenoire Casalegno, conduttrice televisiva italiana
- 28 maggio - Angela Daigle, ex velocista statunitense
- 28 maggio - Brett Eppehimer, ex cestista statunitense
- 28 maggio - Christoph Eugen, ex combinatista nordico austriaco
- 28 maggio - Roberto Goretti, dirigente sportivo e ex calciatore italiano
- 28 maggio - Paolo Montagna, ex calciatore sammarinese
- 28 maggio - Aleksej Nemov, ex ginnasta russo
- 28 maggio - Liam O'Brien, doppiatore, scrittore e regista statunitense
- 28 maggio - Song Jung-hyun, ex calciatore sudcoreano
- 28 maggio - Michael Thurk, ex calciatore tedesco
- 28 maggio - Aitziber Juaristi, ex calciatrice spagnola
- 28 maggio - Diana Žiliūtė, dirigente sportiva e ex ciclista su strada lituana
- 29 maggio - Amra Alagić, ex cestista bosniaca
- 29 maggio - Maceo Baston, ex cestista statunitense
- 29 maggio - Dawn Buth, ex tennista statunitense
- 29 maggio - Cláudio Caçapa, allenatore di calcio e ex calciatore brasiliano
- 29 maggio - Ebenezer Ekuban, ex giocatore di football americano ghanese
- 29 maggio - Eva Giganti, ex sollevatrice italiana
- 29 maggio - Gülşen, cantante turca
- 29 maggio - Hakan Günday, scrittore turco
- 29 maggio - Raef LaFrentz, ex cestista statunitense
- 29 maggio - Sjarhej Ljachovič, ex pugile bielorusso
- 29 maggio - Igor Loro, hockeista su ghiaccio italiano († 1997)
- 29 maggio - Shinji Makino, ex calciatore giapponese
- 29 maggio - Javier Oliva González, ex calciatore spagnolo
- 29 maggio - Egor Titov, allenatore di calcio e ex calciatore russo
- 30 maggio - Martín Durand, rugbista a 15 argentino
- 30 maggio - Brad Finstad, politico statunitense
- 30 maggio - Oleksandr Kajdaš, ex velocista ucraino
- 30 maggio - Omri Katz, attore statunitense
- 30 maggio - Thomas Lilti, regista e sceneggiatore francese
- 30 maggio - Carlos María Lugo, ex calciatore paraguaiano
- 30 maggio - Radoslav Nesterovič, ex cestista sloveno
- 30 maggio - Magnus Norman, allenatore di tennis e ex tennista svedese
- 30 maggio - Margaret Okayo, maratoneta keniota
- 30 maggio - Richard Pellejero, ex calciatore uruguaiano
- 30 maggio - Tony Rampton, ex cestista e allenatore di pallacanestro neozelandese
- 30 maggio - Ekaterina Aleksandrovna Vasil'eva, ex pallanuotista russa
- 30 maggio - Jyrki Välivaara, hockeista su ghiaccio finlandese
- 31 maggio - Stefan Bärlin, ex calciatore svedese
- 31 maggio - Alex Calderoni, allenatore di calcio e ex calciatore italiano
- 31 maggio - Serhiy Didukh, economista e compositore di scacchi ucraino
- 31 maggio - Colin Farrell, attore irlandese
- 31 maggio - Matt Harpring, ex cestista statunitense
- 31 maggio - Emanuele Inglese, disc jockey italiano
- 31 maggio - Steve Jenkner, pilota motociclistico tedesco
- 31 maggio - Roar Ljøkelsøy, ex saltatore con gli sci norvegese
- 31 maggio - Fabien Nury, disegnatore e sceneggiatore francese
- 31 maggio - Veronika Remišová, insegnante e politica slovacca
- 31 maggio - Douglas Stuart, scrittore statunitense
- 31 maggio - Nicola Veccia Scavalli, direttore artistico, editore e grafico italiano
- 31 maggio - Mashona Washington, ex tennista statunitense